# مهرداد پوراحمد
مهرداد پوراحمد (۳۰ آذر ۱۳۴۸) نویسنده و کارگردان و تدوین گر ایرانی است.

## زندگی‌نامه
او فعالیت در سینما را از دهه هفتاد با دستیاری در سریال موفق قصه‌های مجید آغاز کرد و بعدها به عنوان کارگردان و تدوین گر نیز به فعالیت پرداخت و حاصل این فعالیت تولید چندین فیلم و سریال می‌باشد. سریال نوروزی عروسی ۷۷ که در نوروز ۱۳۷۷ از شبکه اول سیما پخش شد از جمله آثار اوست.

## فیلمشناسی

### دستیار کارگردان
- مجموعه تلویزیونی قصه‌های مجید
- صبح روز بعد
- شرم
- نان و شعر
- مجموعه تلویزیونی سرنخ

### کارگردان
- مجموعه تلوزیونی عروسی ۷۷
- مجموعه تلویزیونی برج (کارگردان و تدوینگر)
- فیلم نیمه بلند پول سیاه (کارگردان و تدوینگر)
- تله فیلم دلشوره
- تله فیلم روز از نو
- تله فیلم خون‌بها (کارگردان و تدوینگر)
- کارگردان دوم مجموعه تلوزیونی پرانتز باز به همراه کیومرث پوراحمد